# 시치노헤번
시치노헤 번(일본어: 七戸藩 시치노헤한[*])은 지금의 아오모리현 가미키타군 시치노헤정 주변에 있던 일본 에도 시대의 번으로, 모리오카번의 지번이다. 본래 명칭은 모리오카 신덴 번(盛岡新田藩)이다. 번청은 시치노헤 성이다.

## 번의 역사
모리오카번 5대 번주 난부 유키노부의 동생 난부 마사노부(南部政信)가 5천 석 영지를 분할받고 요리아이(寄合) 하타모토가 되었는데, 1819년 음력 12월, 마사노부의 5대손 난부 노부치카가 본가의 모리오카번 번주인 난부 도시타카로부터 5천 석을 추가 지급받고 1만 1천 석의 다이묘가 되어, 지번인 모리오카 신덴 번을 세웠다. 막부 말기에는 보신 전쟁 때 신정부에 반항하였는데, 이로 인해 전쟁 이후 1천 석의 영지 삭감을 당했다. 원래 다른 도자마 신덴 번과 마찬가지로 이 번의 번주는 에도에 머물렀는데, 보신 전쟁의 전후 처리 즈음 삭감과 함께 실제 영지가 확정되면서 번주가 시치노헤로 내려와 거주하게 되었다. 1871년, 폐번치현으로 번은 소멸하고 현이 되었다가 아오모리현에 편입되었다.

## 역대 번주
1. 난부 노부치카(南部信鄰) 재위 1819년 ~ 1821년
2. 난부 노부노리(南部信誉) 재위 1822년 ~ 1862년
3. 난부 노부타미(南部信民) 재위 1862년 ~ 1868년
4. 난부 노부카타(南部信方) 재위 1869년 ~ 1871년

## 같이 보기
- 시치노헤 성
- 모리오카번